# Нафтогазоносний басейн Гвінейської затоки
Нафтогазоносний басейн Гвінейської затоки — нафтогазоносний басейн у акваторії Гвінейської затоки, районі дельти річки Нігер в Нігерії, Екваторіальній Гвінеї та Камеруні, узбережжя Гани, Кот-д'Івуару, Того і Беніну. Площа басейну становить 230 тис. км², з яких 125 тис. км² на морських глибинах до 500 м.

## Історія
Пошуково-розвідувальні роботи в районі ведуться з 1908 року, у 1956 році було відкрите перше родововище нафти на суші, в 1964 – на шельфі. Видобуток нафти почався в 1957 року на суші та у 1965 почався і на морському шельфі.

## Характеристика
Нафта молосірчиста, середньої густини. Початкові запаси всіх родовищ басейну 3 550 млн тонн нафти і 1 380 млрд м³ газу (станом на 1982 рік). Басейн охоплює Нижньонігерську, Того-Дагомейську і Абіджанську периконтинентальні западини: 
- Промислова нафтогазоносність встановлена головним чином в межах западини дельти річки Нігер; тут відкрито понад 260 нафтових і газонафтових (Бонга (англ. Bonga Field)[3], Агбамі (англ. Agbami Field)[4]), близько 30 газових родовищ[1]. Нафтогазоносність встановлена відкладами неогенового, палеогенового і крейдяного віку, продуктивні пісковики неогену (свита агбада)[2]. Родовища багатопластові. Глибина залягання продуктивних пластів 1200—2000 м на суші і до 2500-3500 м на шельфі[1].
- У Того-Дагомейській западині відкрито 1 газонафтове родовище в акваторії Беніну. Продуктивні крейдяні відкладення на глибинах 2000-2500 м[2].
- У Абіджанскій западині розвідані 3 нафтові (Джубілі (англ. Jubilee oil field)[5]), 1 газонафтове, 1 нафтогазове і 1 газове родовища на шельфі Гани і Кот-д'Івуару. Поклади приурочені до відкладів девону і крейди на глибинах 2000-2743 м. Розробка нафтових родовищ розпочалася у 1978-1980 роках[2].

## Технологія розробки
У 1981 році видобуток нафти в басейні склав 75 млн тонн (з них в Нігерії 70 млн тон); загальний видобуток газу — 17 млрд м³. Пропускна здатність нігерійських нафто- і продуктопроводів (протяжність 1530 км) станом на 1980 рік складала близько 100 млн тон на рік.